# Лонджано
Лонджано (итал. Longiano) — коммуна в Италии, располагается в регионе Эмилия-Романья, подчиняется административному центру Форли-Чезена.
Население составляет 6 042 человека (на 2004 г.), плотность населения составляет 242 чел./км². Занимает площадь 23 км². Почтовый индекс — 47020. Телефонный код — 0547.
Покровителем коммуны почитается святой Христофор, празднование 16 июля.
Соседние населённые пункты: Чезена, Гаттео, Гамбеттола, Монтиано, Ронкофреддо, Сантарканджело-ди-Романья, Савиньяно-суль-Рубиконе.

## Демография[1]
Динамика населения:

## Персоналии
- Аурелио Маньяни (1856—1921), кларнетист — родился в Лонджано